# Vanda coerulea
 (mai 2024).
Espèce
Classification phylogénétique
Statut CITES

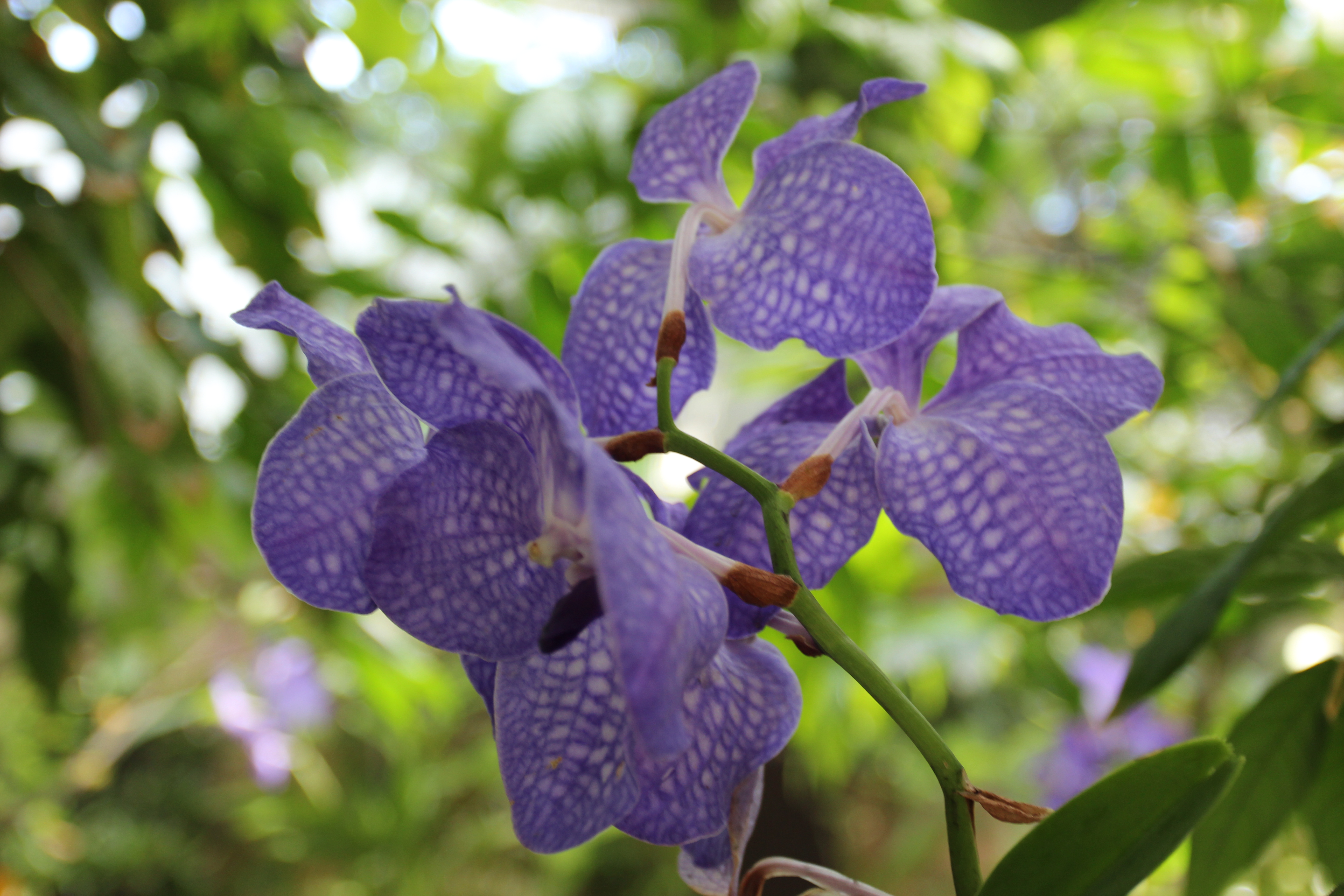

Vanda coerulea est une espèce de plantes à fleurs de la famille des Orchidaceae. C'est une orchidée épiphyte, originaire de l'Himalaya.
C'est sans doute l'espèce de Vanda la plus connue et la plus utilisée pour la création d'hybrides.

## Distribution
C'est une espèce originaire des forêts tropicales de l'Himalaya oriental : Inde, Birmanie, Thaïlande. Elle pousse dans les forêts de montagnes où la température, la nuit, peut descendre à 5 °C seulement.

## Culture
C'est une espèce de Vanda dont la culture est plus facile que d'autres espèces du genre : elle nécessite moins de chaleur. Elle se développe très bien dans un panier suspendu ou même en pot garni de gros éclats d'écorces, de charbon et d'un peu de sphaigne. Un arrosage abondant avec apport d'engrais à chaque arrosage est nécessaire. Il lui faut une bonne luminosité mais pas de soleil direct. La température, la nuit, peut être comprise entre 10 et 18 °C, le jour entre 20 et 30 °C.

## Conservation
La destruction de son habitat menace aujourd'hui cette espèce. L'achat et la vente de spécimens collectés dans la nature est interdit dans le monde entier. Elle est classée à l'Annexe II des espèces menacées selon la Convention sur le commerce international des espèces de faune et de flore sauvages menacées d'extinction.

## Horticulture
Étant l'une des très rares orchidées de couleur bleue, cette espèce a servi à l'élaboration de nombreux hybrides et notamment la Vanda Rothschildiana, hybride entre cette orchidée et Euanthe sanderiana (syn. Vanda sanderiana). Cet hybride est l'un des plus connus en orchidophilie, les fleurs allant du bleu violacé sombre au rose fuchsia. Vanda coerulea produit des fleurs généralement bleu violacé, mais certains spécimens ou cultivars sont d'un bleu azur soutenu, c'est cette coloration exceptionnelle qui est très recherchée.